# 波德哈莱

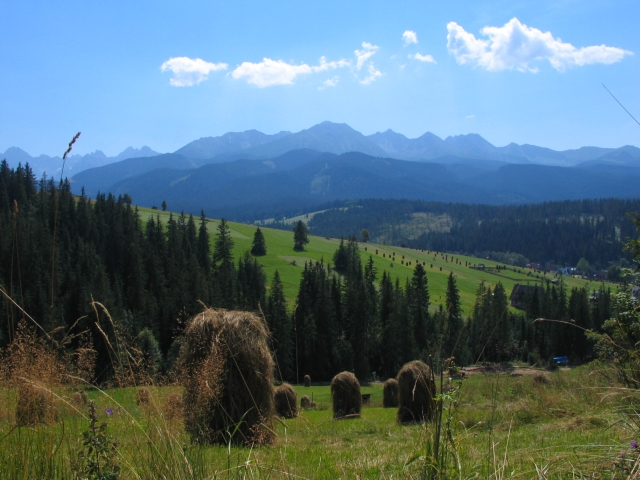
波德哈莱

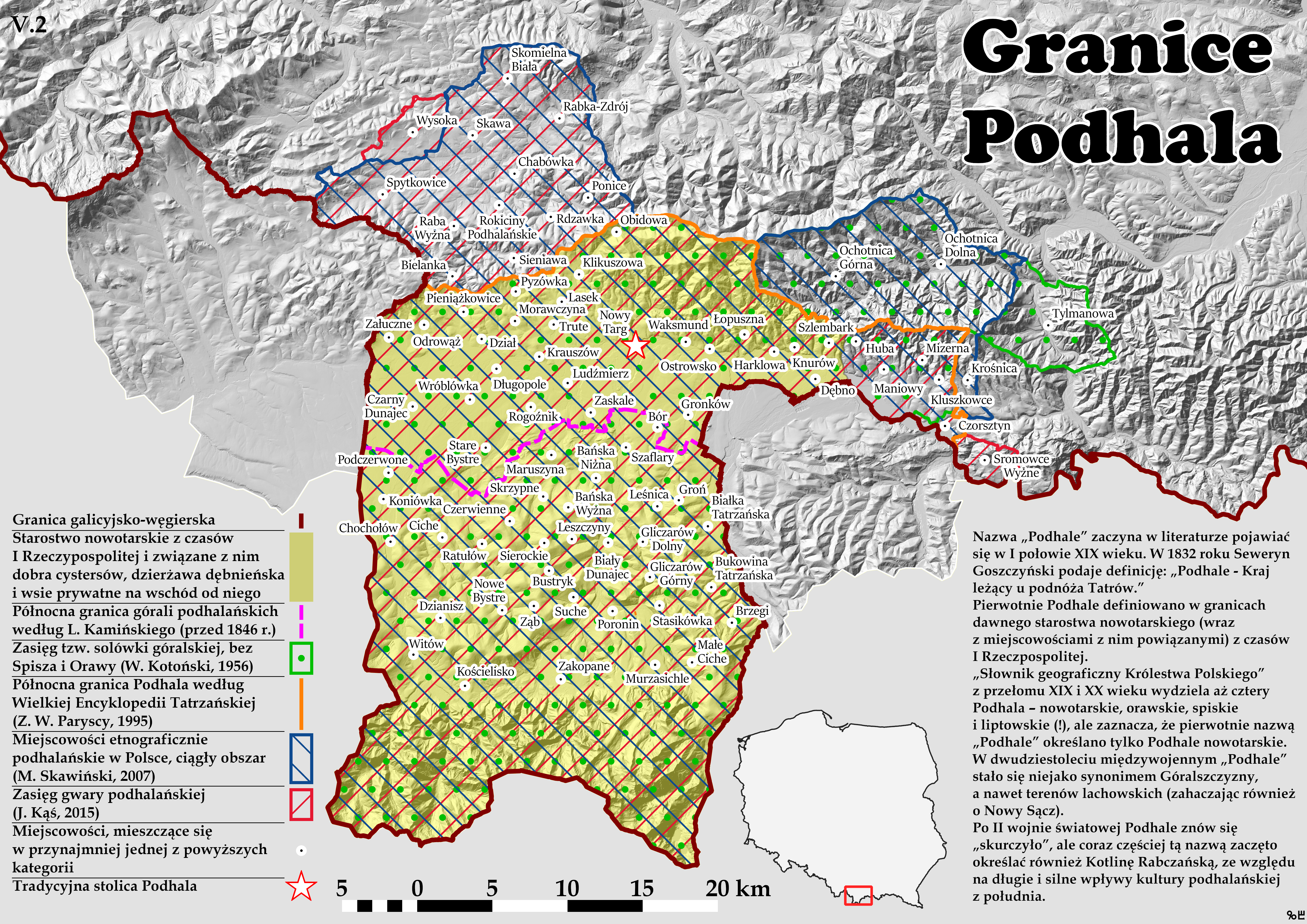
波德哈莱地图

波德哈莱（波蘭語：Podhale，波蘭語發音：[pɔtˈxalɛ] ⓘ，意为“高山牧场之下”），有时亦称波兰高地，是波兰最南端的地区之一，位于喀尔巴阡山脉之塔特拉山脉的山麓，是小波兰的一部分。该地区有独特的民俗文化，与波兰其他地区民俗文化截然不同。